# Lehmannia
Lehmannia Heynemann, 1863 è genere di molluschi gasteropodi terrestri della famiglia Limacidae.

## Tassonomia
Comprende le seguenti specie:
- Lehmannia brunneri (H. Wagner, 1931)
- Lehmannia horezia Grossu & Lupu, 1962
- Lehmannia islandica Forcart, 1966
- Lehmannia janetscheki Forcart, 1966
- Lehmannia jaroslaviae Grossu, 1967
- Lehmannia macroflagellata Grossu et Lupu, 1962
- Lehmannia marginata (O.F. Müller, 1774)
- Lehmannia medioflagellata Lupu, 1968
- Lehmannia melitensis (Lessona & Pollonera, 1882)
- Lehmannia requienii Pollonera, 1896
- Lehmannia rupicola Lessona & Pollonera, 1882
- Lehmannia szigethyae Wiktor, 1975
- Lehmannia vrancensis Lupu, 1973

Sinonimi
- Lehmannia nyctelia (Bourguignat, 1861) = Ambigolimax nyctelius (Bourguignat, 1861)
- Lehmannia valentiana (A. Férussac, 1822) = Ambigolimax valentianus (A. Férussac, 1821)